# Rizzoli & Isles
Rizzoli & Isles är en TV-serie från TNT där Angie Harmon spelar kriminalassistent Jane Rizzoli och Sasha Alexander spelar obduktionsläkare Maura Isles. Serien hade premiär år 2010.